# Marvel Team-Up

Marvel Team-Up est une série de bande dessinée de Marvel Comics.

## Marvel Team-Up (Volume 1)
Marvel Team-Up est historiquement le premier titre "spin-off" (c'est-à-dire dérivé) d'Amazing Spider-Man. Au départ calqué sur le modèle de la revue Brave & the Bold de DC Comics (qui présentait Batman en tandem avec d'autres personnages), la série présente Spider-Man en duo avec Human Torch, membre des Fantastic Four. Le premier épisode est publié en mars 1972 ; La série durera 150 numéros (+ 7 Annuals), et s'éteindra en février 1985, pour être remplacée par Web of Spider-Man.
C'est le dessinateur Ross Andru qui réalise les premiers épisodes, mettant en vedette Spider-Man et Human Torch. Rapidement, Spider-Man tire la couverture à lui. Cependant, plusieurs épisodes mettront en vedette Human Torch, et, plus tard, Hulk. Mais Spider-Man reste la grande vedette du titre.
Le challenge proposé aux scénaristes est de rédiger des aventures qui se concentrent sur Spider-Man (les événements liés à la vie privée de Peter Parker se déroulant dans Amazing Spider-Man), et, si possible, de raconter des aventures à suivre et de faire venir, à chaque nouvel épisode, un héros différent.
Ross Andru et Jim Mooney seront les deux auteurs les plus notables des premiers numéros, aidés de temps en temps par des pointures comme Gil Kane.
Bill Mantlo, souvent aidé du dessinateur Sal Buscema, se tirera très bien de ce cahier des charges guère confortable, entraînant Spider-Man dans des aventures temporelles, notamment avec Scarlet Witch, Vision ou Doctor Doom. La série permet de faire découvrir aux lecteurs des personnages ou des concepts moins populaires que Spider-Man lui-même. Parfois même, la série accueille des histoires ou des intrigues qui n'ont pas trouvé résolution ailleurs. C'est dans l'avant-dernier numéro (#149 de janvier 1985) que sera par ailleurs créé le super-vilain l’Homme Incandescent, ennemi à la fois de Spider-Man et de Rocket.
Le tandem Manto/Buscema livrera de nombreux épisodes à la lecture tout à fait appréciée.
Le dessinateur John Byrne, qui commençait une carrière féconde sur des titres comme Iron Fist, arrive au numéro 53, bientôt rejoint par son compère Chris Claremont, scénariste avec lequel il a travaillé déjà sur Iron Fist, et fait quelques grands épisodes des X-Men. Ensemble, ils laissent une belle brochette d'épisodes pleins d'action. Claremont continue seul, et parvient même avec malice à jouer avec la vie privée de Peter Parker, contrairement aux consignes éditoriales.
Plus tard, la série est marquée par les scénaristes Steven Grant, John Marc DeMatteis et Louise Simonson. Mais il convient de signaler que l'encadrement éditorial ne parvient pas à recréer des équipes artistiques aussi fécondes que celles qui avaient animé les premières années de la série.
En France, le foyer principal de Marvel Team-Up fut le magazine Spécial Strange jusqu'à son 48e numéro (à la suite de quoi, tout comme en VO, c'est Web of Spider-Man qui prit le relais). En effet, pas moins de 55 épisodes y furent publiés.
Parallèlement, la collection d'albums Une aventure de l'Araignée (également aux Éditions Lug) a également proposé 25 épisodes plus le deuxième Annual.
Les diverses autres revues de l'éditeur (Titans, Strange, Nova, Spidey, Strange Spécial Origines) publièrent elles aussi quelques épisodes à l'occasion.
Par la suite, Marvel France dédia deux Marvel Mega Hors Série au run de Chris Claremont et John Byrne, et depuis 2011, la série a trouvé sa place dans la collection d'albums L'Intégrale, où certains épisodes se retrouvent ainsi traduits pour la première fois, mais qui fait abstraction des épisodes où Spider-Man n'est pas présent. Ainsi, pour l'instant les épisodes 18 (La Torche Humaine / Hulk), 32 (la Torche / Hellstorm) et 35 (La Torche / Dr Strange) semblent condamnés à rester inédits en français, tandis qu'il faut se tourner vers de précédentes publications pour trouver les autres épisodes sautés :
- #23 (La Torche / Iceberg) dans X-Men : L'Intégrale 1972-1975 et Titans no 22
- #26 (La Torche / Thor) dans Strange no 122
- #29 (La Torche / Iron Man) dans Nova no 13

## Spider-Man Team-Up
Une série trimestrielle intitulée Spider-Man Team-Up, dont le titre tente de miser sur la présence du héros arachnéen plutôt que sur le souvenir laissé par Marvel Team-Up, est sortie en décembre 1995. Chaque numéro, à la pagination plus élevée qu'un comic standard, est alors réalisé par des artistes différents. Le numéro 7 paraît en juin 1997, après quoi la série est retitrée Marvel Team-Up (Volume 2) (et relancée au #1).
À noter que dans la plupart de ces Spider-Man Team-Up, le Spider-Man représenté est celui incarné par Ben Reilly, la série permettant alors de mettre en scène sa première rencontre factuelle avec les autres héros de la firme. Une partie de l'intérêt est alors de voir si les héros en question devinent ou non qu'ils n'ont affaire au Tisseur qu'ils connaissent.
En France, la plupart des épisodes ont été traduits dans le bimestriel Spider-Man Extra (no 1, 5, 8 et 9).
L'épisode 3 avec les Quatre Fantastiques a été publié dans le no 16 du mensuel principal, Spider-Man.
L'épisode 7 avec les Thunderbolts a été publié dans Marvel Select no 5 (revue hébergeant les aventures du groupe).
Seul le numéro 5 (avec Gambit et Howard the Duck) demeure inédit à ce jour.

## Marvel Team-Up (Volume 2)
La deuxième série Marvel Team-Up commence donc en septembre 1997 et retrouve un format classique de mensuel de 22 pages. Scénarisée principalement par Tom Peyer et illustrée par divers dessinateurs, elle dure onze numéros, jusqu'en juillet 1998. Sans réelle direction éditoriale (au demeurant difficile à trouver avec un tel concept), la série a disparu dans une certaine indifférence, mais le concept est néanmoins recyclé cette même année dans tous les Annuals de la firme (par exemple, l'Annual de la série Peter Parker: Spider-Man est également celui d' Elektra, celui d'Iron Man est partagé avec Captain America, celui des X-Men avec Fantastic Four...).
On notera que, si les 7 premiers numéros incluent toujours l'Homme-Araignée, les quatre derniers s'en dispensent au profit de Namor, le Prince des Mers.
En France, cette série demeure inédite car elle n'a jamais été traduite.

## Ultimate Marvel Team-Up
En 2001, une nouvelle mouture baptisée Ultimate Marvel Team-Up est lancée dans le cadre de la nouvelle continuité Ultimate Marvel. La série compte 16 épisodes au total. Elle a été scénarisée par Brian Michael Bendis et dessinée par plusieurs artistes : Terry Moore, Mike Allred, et Ted McKeever entre autres, principalement issus des milieux indépendants. Chacun met en scène la rencontre entre Ultimate Spider-Man et un autre héros, parmi lesquels Wolverine, Dents de sabre, Hulk, Iron Man, le Punisher, Daredevil, les Quatre Fantastiques, l’Homme-chose, les X-Men, le Dr Strange, la Veuve noire et Shang-Chi.
La série, pose des problèmes de cohérence au nouvel univers, et s’est arrêtée faute de ventes satisfaisantes. Elle est conclue par Ultimate Spider-Man Super Special, un one-shot auquel ont contribué de nombreux artistes.
En France, elle a été intégralement traduite dans les numéros 1 à 5 de la revue Ultimate Spider-Man Hors Série de Panini.

## Marvel Team-Up (Volume 3)
En janvier 2005, Marvel lance une troisième mouture de Marvel Team-Up, cette fois-ci confiée à un jeune scénariste qui monte, Robert Kirkman, dont l'amour et le respect pour ces personnages est un gage d'enthousiasme et d'invention. Aidé par Scott Kolins (en) au dessin, Robert Kirkman utilise un casting roulant de personnages, afin de varier les situations, mais Spider-Man y conserve le rôle principal, le plus souvent.
La série s'arrête au #25 en décembre 2006.
En France, elle est publiée de juillet 2005 à août 2007 dans les numéros 66 à 91 du mensuel Spider-Man (Volume 2).

## Avenging Spider-Man
À partir de novembre 2011, le concept est relancé avec Avenging Spider-Man.
La série s'arrête au #22 de juin 2013 (après avoir connu également un Annual et un numéro ".1") pour être retitré.
En France, la plupart des épisodes sont traduits dans le mensuel Spider-Man (vol. 3 puis 4).
L'épisode 6, crossover avec les séries Daredevil et Punisher, est publié dans Marvel Knights (Volume 2) no 7, cette revue hébergeant les deux autres séries en question.
Seuls les numéros 12 et 13 avec Deadpool demeurent inédits à ce jour, et ce malgré la popularité du personnage. En effet, ils devaient être délocalisés dans la propre revue du mercenaire disert, mais cela n'a pas encore pu être concrétisé faute de place.
L'Annual fut publié dans Spider-Man (Volume 4) no 7.

## Superior Spider-Man Team-Up
Le numéro 1 paraît juste après le dernier de son prédécesseur, soit en juillet 2013.
Comme c'était déjà le cas dans la série précédente depuis son #15.1, Spider-Man est ici en réalité incarné par un Otto Octavius ayant réussi à implanter son esprit dans le corps de l'Araignée.
La série s'arrête au #12 d'avril 2014, en même temps que la série principale Superior Spider-Man.
En France, l'intégralité de la série a été traduite dans le mensuel Spider-Man (Volume 4) no 8 et 11 à 18.

## A+X
En octobre 2012, à l'issue de l'événement Avengers vs X-Men, Marvel lance une revue mensuelle de 22 pages dont chaque numéro est divisé en deux histoires courtes ayant la particularité de mettre en scène côte-à-côte un membre des Vengeurs et un des X-Men. Cette recette dure jusqu'au numéro 18 de mai 2014.
En France, les premiers épisodes sont traduits dans les pages de la revue Uncanny Avengers mais, à la suite du changement de formule de celle-ci, on commence à en retrouver les histoires disséminées dans divers autres magazines de l'éditeur, selon les personnages présents.

## Liens
- (fr) Marvel Team-Up (1°) sur Comics VF
- (fr) Marvel Team-Up (2°) sur Comics VF
- (fr) Marvel Team-Up (3°) sur Comics VF
- (fr) Spider-Man Team-Up sur Comics VF
- (fr) Ultimate Marvel Team-Up sur Comics VF
- (fr) Avenging Spider-Man sur Comics VF
- (fr) A+X sur Comics VF